# Herreros de Suso
Herreros de Suso è un comune spagnolo di 219 abitanti situato nella comunità autonoma di Castiglia e León.